# Balkan (schiereiland)

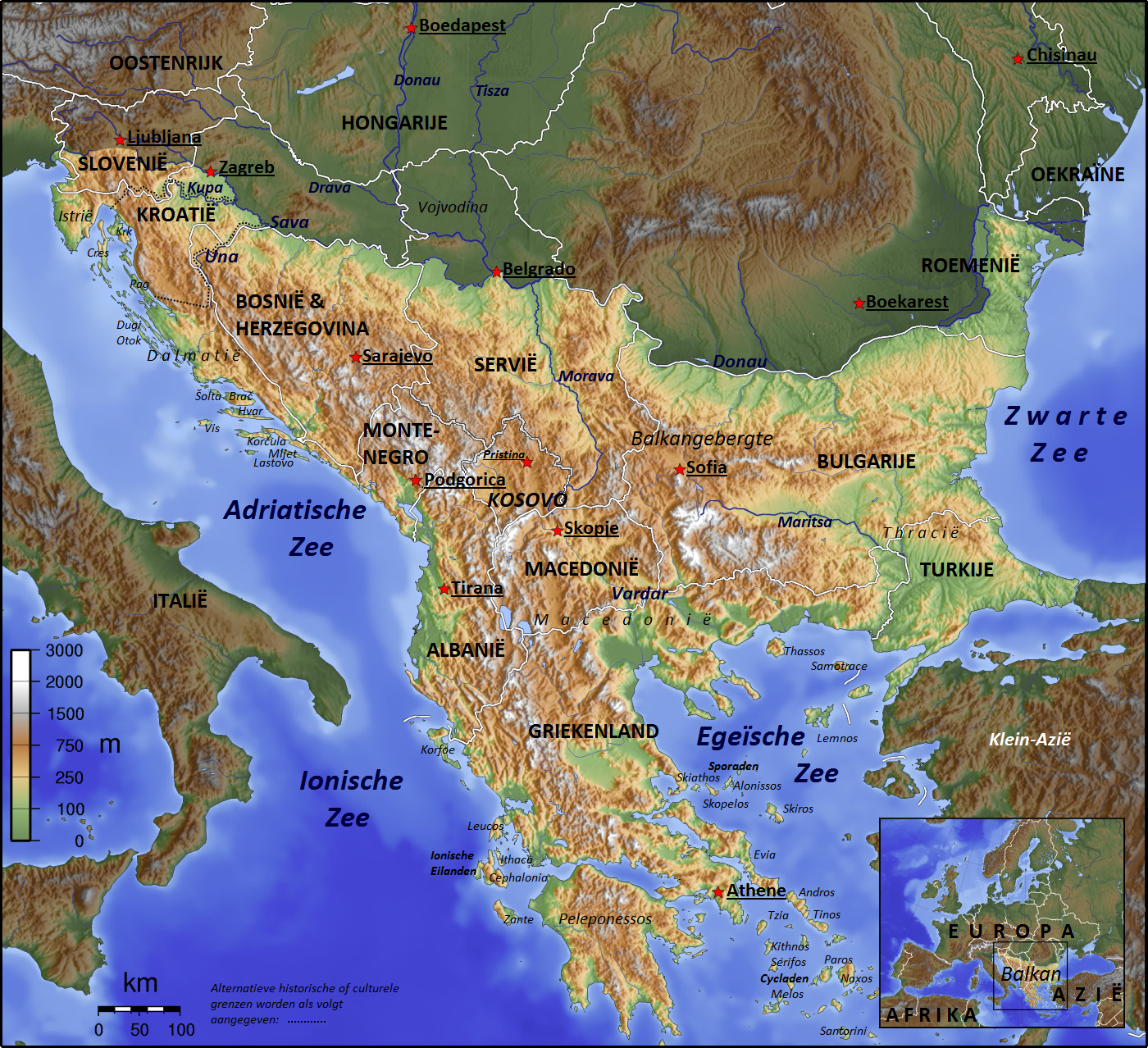
Definitie van het Balkanschiereiland waarbij de rivieren Soča, Krka, Sava en Donau de grenzen van het gebied vormen

De Balkan (of het Balkanschiereiland) vormt het oostelijkste schiereiland van de drie grote schiereilanden in Zuid-Europa. De formele benaming voor de regio is Zuidoost-Europa. In het noorden wordt het begrensd door de rivieren Sava en Donau en in het noordwesten door de lijn Triëst – Ljubljana. Het ontleent zijn naam aan een bergketen in Bulgarije die door de Turken (en inmiddels ook door de meeste andere volken, maar niet door de Bulgaren) Balkan wordt genoemd, wat Bebost Gebergte betekent. De Bulgaren hebben het over de Stara Planina (Стара Планина), ofwel de oude berg.

## Definities
Er zijn verschillende definities van het begrip Balkan te geven. Zo kan het verwijzen naar het Balkangebergte, het Balkanschiereiland, een politiek bepaald gebied of een Zuidoost-Europees cultureel begrip. Het is daarom niet exact aan te geven waar de Balkan begint of eindigt. Sinds 1808 zijn geografische criteria om de Balkan te begrenzen toegevoegd, op grond waarvan bijvoorbeeld landen als Slovenië en Roemenië tot de Balkan worden gerekend. Dit zijn criteria als religie, taal of cultuur en geschiedenis (een langdurige Turkse overheersing tot de vroege 20e eeuw - in dat geval horen Slovenië en Kroatië niet tot de Balkan, maar tot Midden-Europa). Sommige landen die als typische Balkanlanden worden gezien voldoen niet aan een of meer van deze criteria. De afbakening van de Balkan is al met al een subjectief gegeven. De Balkan is van oudsher een etnische lappendeken en de benaming wordt vanwege de vele onderlinge twisten in het gebied relatief negatief geïnterpreteerd.

#### Het Balkanschiereiland

Balkanschiereiland

De Balkan is geen echt schiereiland maar behoort tot het massief vasteland van Europa. De term werd voor het eerst gebruikt door de Duitse geograaf August Zeune in 1808. Het zogenaamde schiereiland wordt omgeven door de Adriatische, Zwarte, Ionische en Egeïsche Zee, kortom gelegen in het Middellandse Zeegebied. De noordgrens wordt gevormd door drie rivieren, de Sava, de Donau en de Kupa.
Op dit schiereiland liggen geheel of gedeeltelijk:
- Albanië 100%
- Bulgarije 100%
- Bosnië en Herzegovina 100%
- Griekenland 90% (alleen het vasteland)
- Italië 0,5% (het gebied ten oosten van de Soča en Vipava)
- Kosovo 100%
- Kroatië 49% (het gebied ten zuiden van de Sava, o.a. Istrië en Dalmatië)
- Montenegro 100%
- Noord-Macedonië 100%
- Roemenië 9% (slechts de Donaudelta en nabije omgeving van de Zwarte Zee)
- Servië 73% (de noordelijke autonome provincie Vojvodina ligt geografisch niet op de Balkan)
- Slovenië 40% (het gebied ten zuiden van de Vipava, de Bela, de Krka en de Sava)
- Turkije 3% (het Europese gedeelte)

#### Het Balkangebergte
Het Balkangebergte is een bergketen gelegen in Bulgarije en het oostelijke deel van Servië. In het Bulgaars wordt verwezen naar Stara Planina, dat oude berg betekent. Dit is een van de redenen waarom iemand uit bijvoorbeeld Kroatië kan zeggen dat het land geen Balkan is.
Het Balkangebergte ligt in:
- Bulgarije
- Servië

#### De Balkanlanden

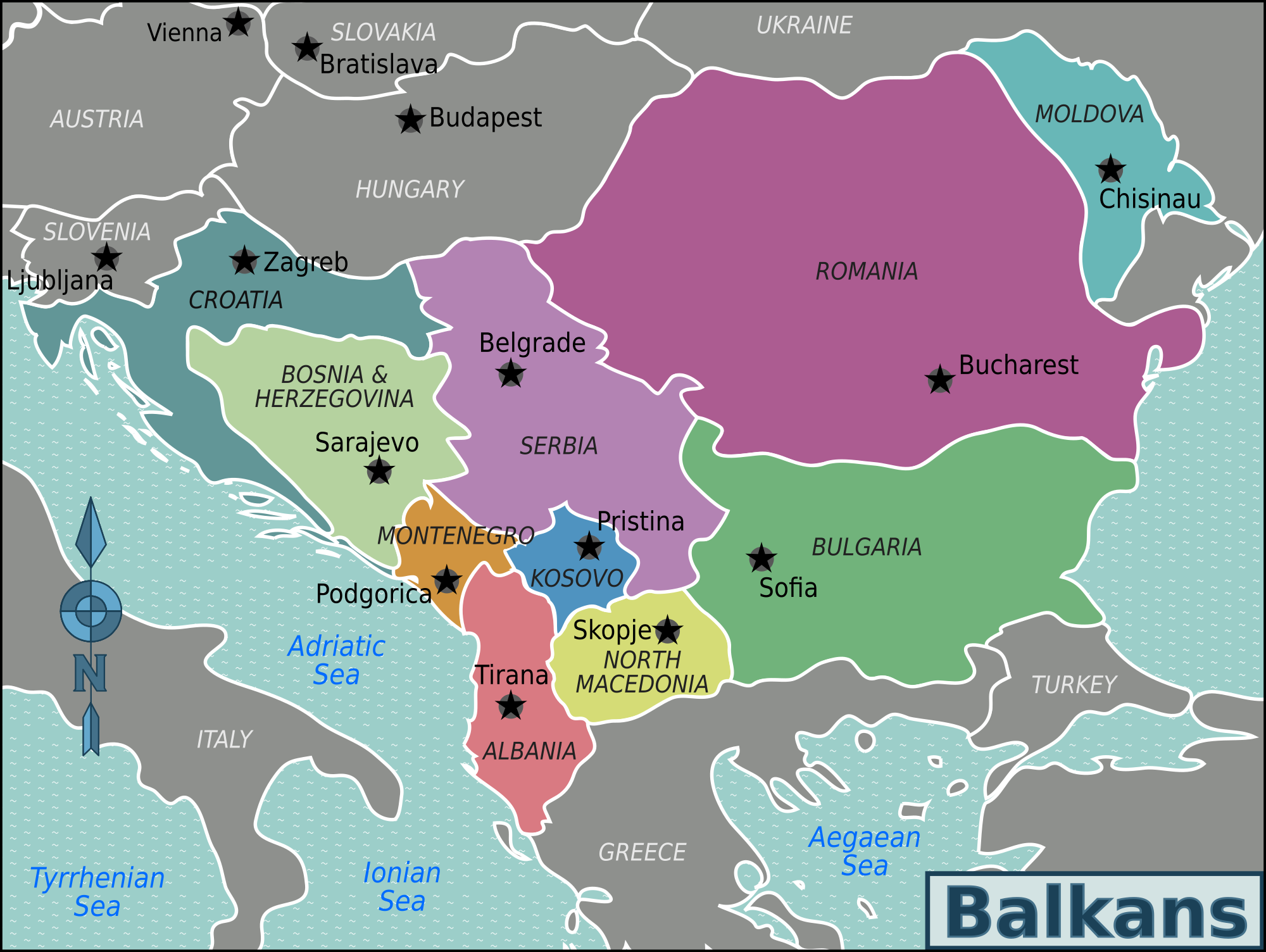
Balkanlanden

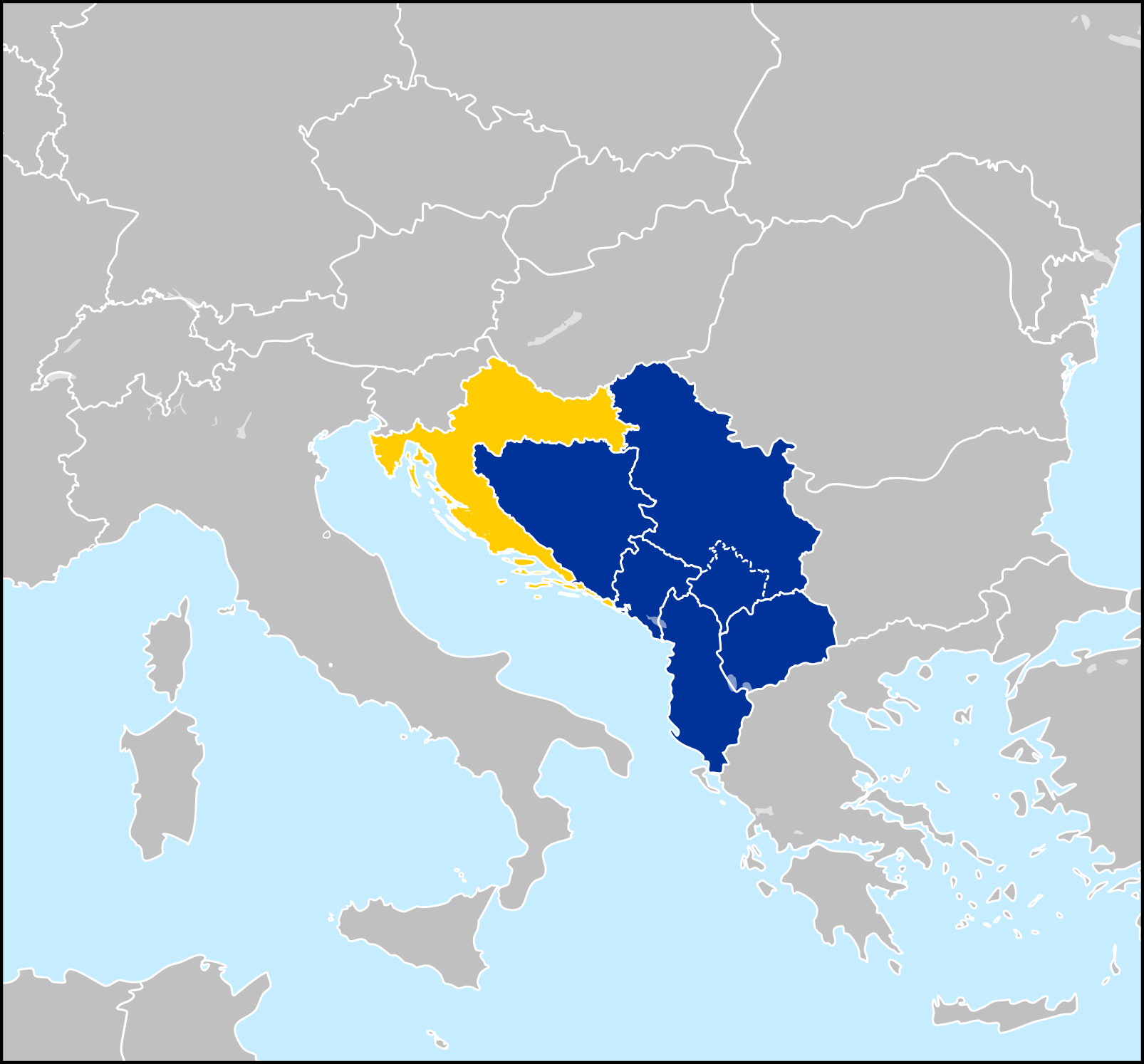
Westerse Balkanlanden

De Balkanlanden zijn de staten die het kerngebied van de Balkan omvatten. Griekenland wordt soms van dit begrip uitgesloten. Tot de kernlanden van de Balkan worden gerekend:
- Albanië
- Bosnië en Herzegovina
- Kroatië
- Bulgarije
- Montenegro
- Noord-Macedonië
- Servië
- Slovenië
- Kosovo
- Griekenland

De landen tussen de Adriatische Zee en Roemenië/Bulgarije, dat zijn Albanië plus voormalig Joegoslavië exclusief Slovenië, worden aangeduid als de Westerse Balkanlanden.

## Geografie
Het Balkanschiereiland ligt omsloten tussen de Adriatische Zee, de Ionische Zee, de Egeïsche Zee alle drie deel van de Middellandse Zee) en de Zwarte Zee. De Bosporus scheidt de Balkan van Anatolië in Azië. De noordelijke landgrens van de Balkan is minder duidelijk af te bakenen.
Het oppervlak van de Balkan bestaat voor twee derde uit bergen waarvan een derde uit moeilijk toegankelijk hooggebergte. Het Balkangebergte strekt zich over 600 km uit van oost naar west. Voorbij de IJzeren Poort en ten noorden van de Donau beginnen de Karpaten. Deze twee gebergten vormen geologisch één geheel. De Dinarische Alpen strekken zich uit langs de westelijke kust van de Balkan, van Slovenië tot het zuiden van de Peloponnesos. Ook het eiland Kreta is een uitloper van dit gebergte. Naast deze plooiingsgebergten zijn er twee minder steile stuwingsgebergten: het Rilagebergte in Zuidwest-Bulgarije en het Rodopegebergte op de oostelijke Bulgaars-Griekse grens. De Moesala in het Rilagebergte is de hoogste bergtop van de Balkan.
Vlakten zijn schaars en vindt men rond Tirana, in Thessalië en rond diverse riviermondingen. Verder zijn er het zacht glooiende Slavonië en Dobroedzja.
Het schiereiland is rijk aan water; vooral in het hooggebergte regent het veel. Vooral het noordelijke, continentale deel van de Balkan is groen. De Donau is de grootste rivier op de Balkan en heeft in tegenstelling tot de meeste andere rivieren op de Balkan een redelijk regelmatig debiet en een goede bevaarbaarheid. Belangrijke zijrivieren zijn de Drava, Sava, Tisza, Morava, Iskar en Jantra. De rivieren die ontspringen in het zuiden van het Balkangebergte monden uit in de Egeïsche Zee. Maar weinig rivieren op de Balkan monden uit in de Adriatische Zee. Het grootste meer op de Balkan is het ondiepe Meer van Shkodër (Albanië, Montenegro). Andere grote meren zijn de meren van Ohrid, Prespa, Kastoria en Dorjan.

## Demografie

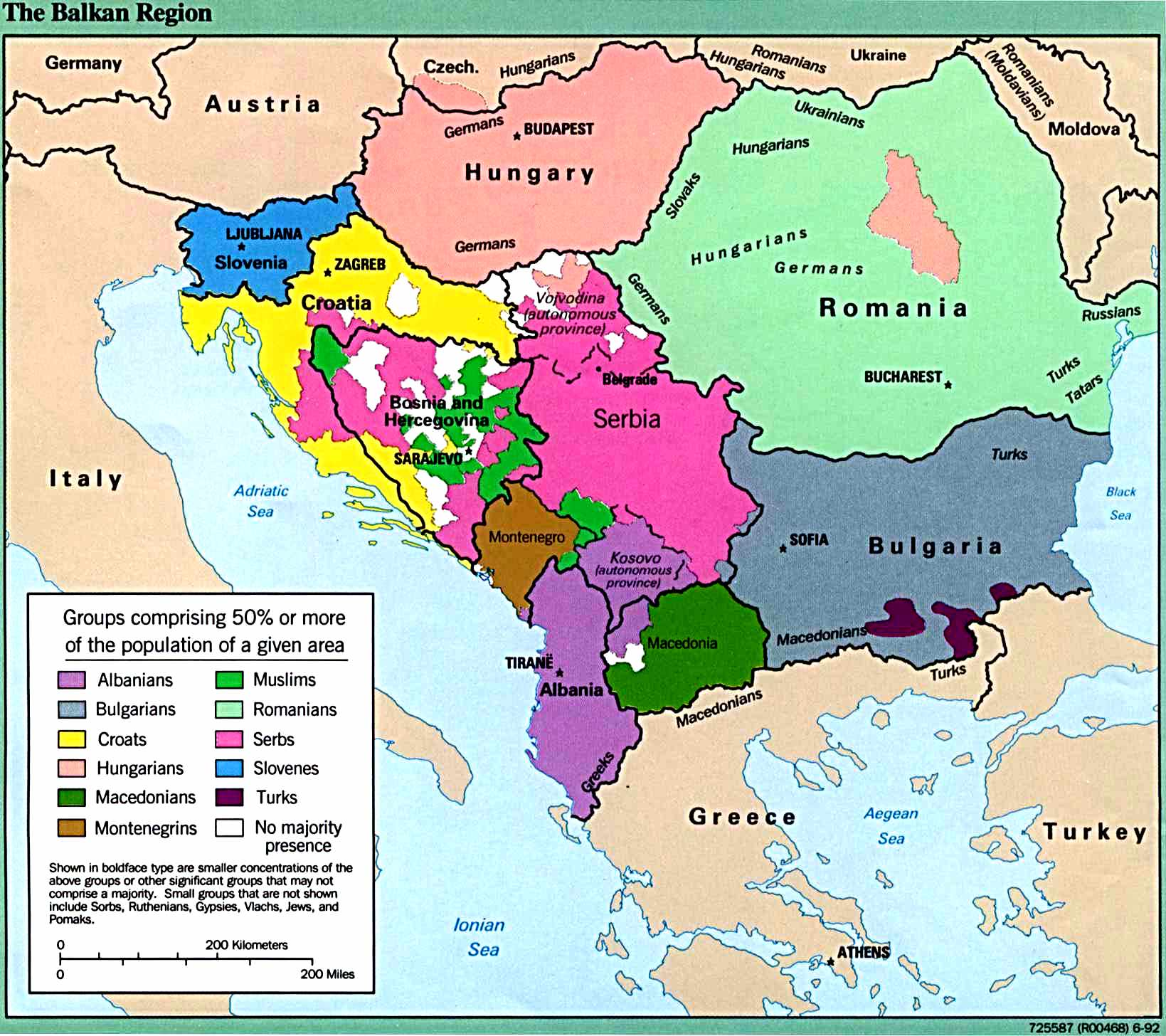
Etnische samenstelling (1992)

### Etniciteit
De Balkan wordt bewoond door verschillende etnische groepen. Naast de inheemse Albanezen, Grieken en Roemenen wordt het bewoond door volkeren die zich later op het schiereiland vestigden tijdens de grote volksverhuizing. In de 7e eeuw arriveerden de slavische volkeren (Bulgaren, Serviërs, Kroaten, Bosniakken, Macedoniërs, Montenegrijnen). Ook zijn er grote aantallen, van oorsprong nomade, Roma in het gebied. Sinds de Ottomaanse expansie is er ook een kleine Turkse gemeenschap op de Balkan.

### Religie
De oosters-orthodoxe kerk is veruit de grootste religie op de Balkan gevolgd door de islam en de Rooms-Katholieke Kerk. De religieuze voorkeur verschilt per etnische groep.

## Geschiedenis

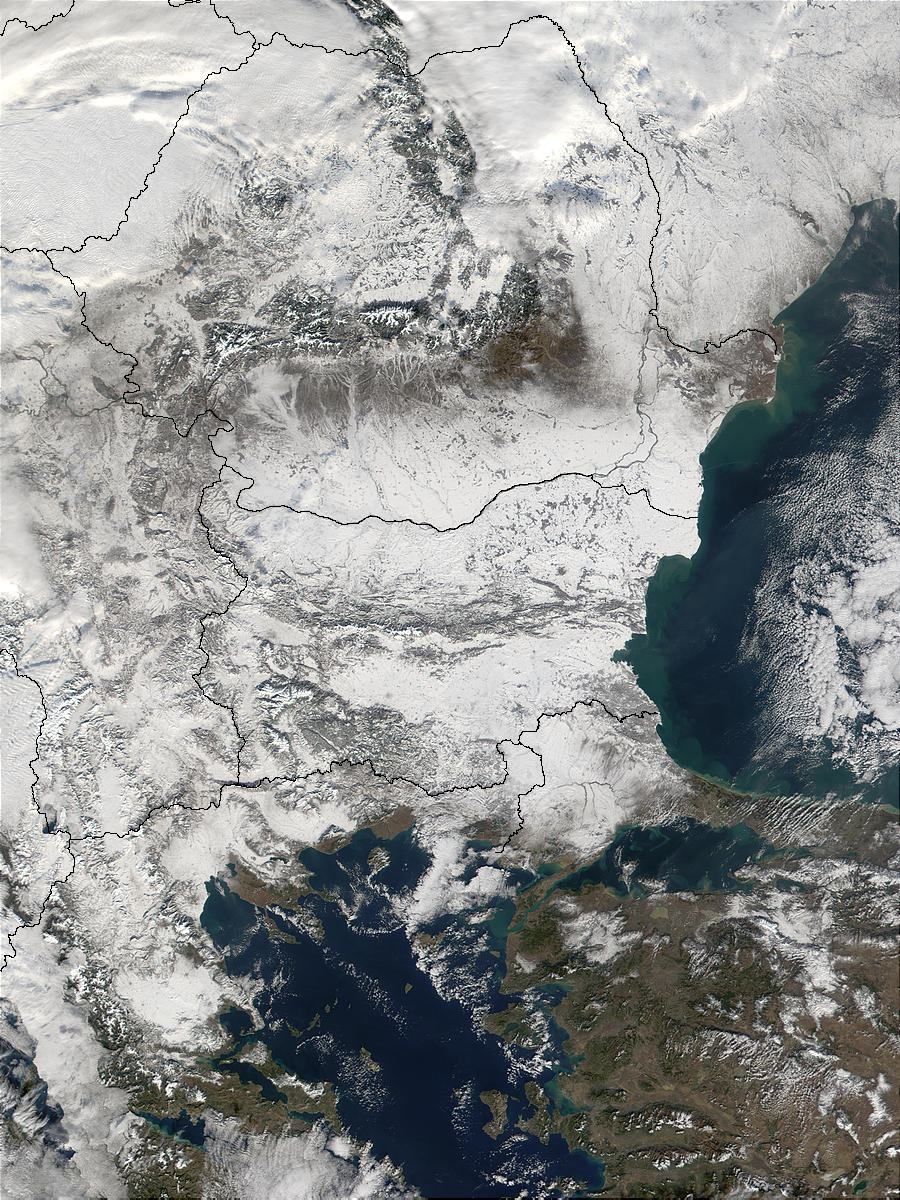
Sneeuw in de Balkan

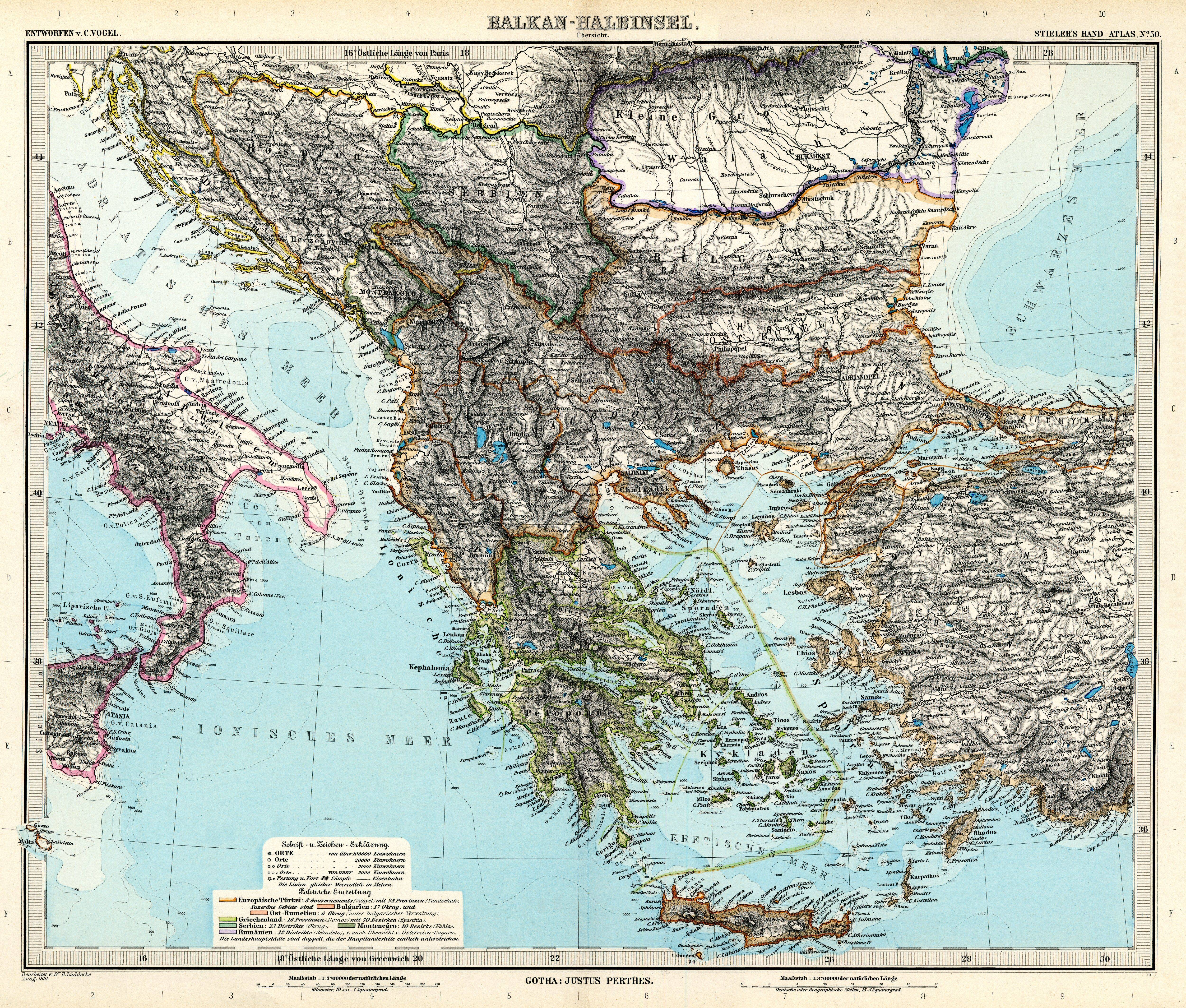
Het Balkanschiereiland uit Stielers Handatlas in 1891

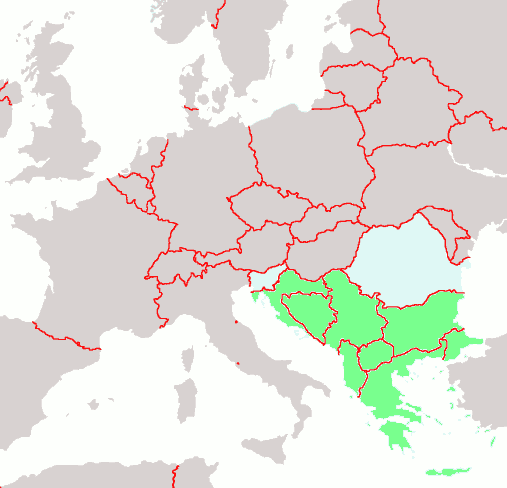
Politieke kaart van de Balkan 2005

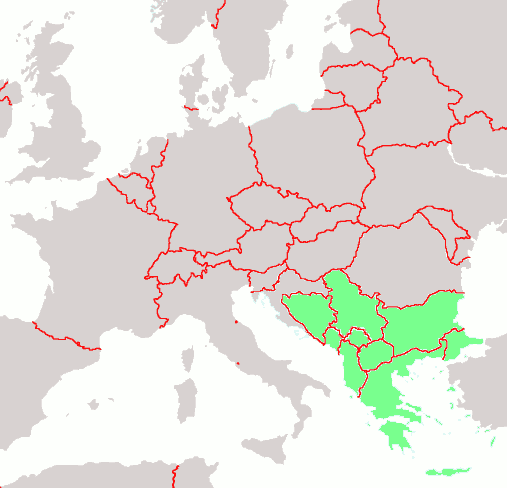
Politieke kaart van de Balkan 2008

Sinds prehistorische tijden (Vinčacultuur) werd de Balkan bewoond door Illyriërs, Thraciërs, Daciërs, Kelten, Grieken, Romeinen, later Goten, Slavische volkeren en nog later Turken. De Balkan heeft aldus door de eeuwen heen een zone gevormd waar de invloedssferen van grote culturen, godsdiensten en machtige rijken aan elkaar grenzen. Sinds het Oosters Schisma van 1054 grenzen de rooms-katholieke en oosters-orthodoxe invloedssferen hier aan elkaar. Vanaf de 15e eeuw kwam daar door de expansie van het Ottomaanse rijk ook de islam bij. De Ottomaanse sultans bestuurden de diverse Balkanprovincies door gouverneurs (Mudirs resp. Pasha's geheten). Joden en Christenen werden ‘beschermd’ door de zgn. dhimmi-wetten; deze regels leidden tot systematische achterstelling en onderdrukking van deze groepen. Gedurende driehonderd jaar werd het Devşirme-belastingsysteem gehanteerd waarbij iedere provincie jaarlijks een aantal christelijke kinderen diende te leveren aan de Turkse sultan, waardoor bij ieder dorp om de zoveel jaar deze ‘kinderbelasting’ (ook bloedbelasting genoemd) opgehaald werd. Deze kinderen werden geïslamiseerd en opgeleid tot Janitsaar, hoveling (eunuch) of werden tot andere dienstbaarheid veroordeeld. In staatkundige zin botsten hier de invloedssferen van Rusland, het Ottomaanse Rijk en het Habsburgse Rijk en de autochtone Griekse cultuur, die echter door de Turken overheerst werd. De Balkan was voor het Ottomaanse rijk gedurende de 18e en 19e eeuw van grote economische betekenis, aangezien ze goed was voor ruwweg 2/3e van alle belastingopbrengsten van het hele rijk. In de negentiende en begin twintigste eeuw werden de Ottomaanse Balkan-bezittingen beschermd door Engeland, Frankrijk en het Habsburgse rijk tegen Russische pogingen om delen van de Balkan te bevrijden. Dit laatste leidde onder andere tot de Krimoorlog (1853–1856). Niettemin werden de Ottomanen in 1877 uit Bulgarije verdreven door de Russen, waarna in 1878 voor het eerst sinds eeuwen weer een enigszins zelfstandig Bulgarije ontstond.
Het verval van het Ottomaanse rijk leidde voorts in 1912 en 1913 tot twee Balkanoorlogen, die als voorspel tot de Eerste Wereldoorlog beschouwd kunnen worden. De val van het Ottomaanse Rijk in 1922 betekende het einde aan ruim 500-jarige Turkse aanwezigheid op de Balkan. Honderdduizenden Turken moesten het gebied verlaten door aanhoudend geweld. (Er zijn in Griekenland en Bulgarije nu nog kleine Turkse minderheden, die maar nauwelijks geduld worden.) Er kwam eveneens een eind aan 3000 jaar Griekse aanwezigheid aan de Anatolische zuid- en westkust, toen alle etnische Grieken, meer dan een miljoen, in de jaren twintig ervandaan moesten vluchten naar hun land van oorsprong. Bovendien ontstond er in 1918 een heel nieuw land, Joegoslavië, waarin de etnische en religieuze diversiteit van de Balkan weerspiegeld werd. De gevolgen daarvan zouden niet uitblijven. Vervolgens werd er ook in WO II fel gevochten, eerst met succes de Grieken tegen de Italianen, en vanaf 1941 tegen de Duitsers toen die in enkele weken tijd de hele Balkan onder de voet liepen of tot bondgenoot maakten. De Duitsers speelden met succes de Serviërs en Kroaten tegen elkaar uit, maar kregen ook te maken met grote aantallen Joegoslavische partizanen, die door de westelijke geallieerden gesteund werden.
Na verdrijving van de Duitsers brak in 1944 Griekenland een burgeroorlog uit toen de communisten trachtten de macht te grijpen, maar door Amerikaanse en Britse interventie kwam Griekenland in 1949 in het westerse kamp en werd zelfs NAVO-lid, net als aartsrivaal Turkije. In Joegoslavië hadden de communistische partizanen zichzelf bevrijd, zodat daar een niet-gebonden type communisme kon ontstaan. Het kleine, eveneens communistische Albanië zocht eerst aansluiting bij de Sovjet-Unie. Toen die na de dood van Stalin een revisionistische koers insloeg, zocht het steun bij de Volksrepubliek China, terwijl de relaties met de overige landen in de regio slecht bleven, omdat Albanië in de regio als een onbetrouwbare staat bekendstond. Het hield net als Roemenië tot in de jaren 80 vast aan een stalinistische koers. Bulgarije kwam geheel in de Sovjet-invloedssfeer terecht. Roemenië onderscheidde zich door te koketteren met een niet-gebonden status, die overigens het lidmaatschap van het Pact van Warschau en het machtsmonopolie van de communisten niet bedreigde. Al deze regimes bevroren de traditionele etnische conflicten, maar na de val van het IJzeren Gordijn in 1989 barstten die weer in alle hevigheid los, net als elders in het voormalige Sovjet-imperium. De Oorlogen in Joegoslavië waren hiervan het ernstigste gevolg. Ook Joegoslavische buurlanden raakten er zijdelings bij betrokken, door de vele vluchtelingen die zij moesten opvangen. Naweeën hiervan zijn de wrijvingen tussen Noord-Macedonië en Griekenland over de naam Macedonië (er bestaat een Griekse provincie Macedonië) en tussen Noord-Macedonië en Albanië over de behandeling van de Albanese minderheid in Noord-Macedonië. Volgens Griekenland wil Macedonië met deze naam voor het land een territoriale aanspraak op de Griekse provincie van die naam kracht bijzetten. Sinds 12 februari 2019 heet het land officieel Noord-Macedonië.
Een ander onopgelost conflict op de Balkan betreft Kosovo, dat lange tijd een provincie van Servië was, maar in meerderheid (ongeveer 90%) door etnische Albanezen wordt bewoond. Typerend voor het historisch besef op de Balkan is dat Kosovo door mensen nog steeds als Albanees grondgebied wordt beschouwd. Op 17 februari 2008 riepen Albanezen in Kosovo eenzijdig de onafhankelijkheid uit, die gesteund werd door de Verenigde Staten en een meerderheid aan West-Europese landen. Door onder andere Servië en diens informele bondgenoot Rusland, Spanje, Griekenland, etc. wordt deze onafhankelijkheid fel betwist.
Slovenië, de noordelijkste voormalige Joegoslavische deelstaat, ontsnapte goeddeels aan de burgeroorlog en is inmiddels volwaardig lid van de Europese Unie. In 2004 werd het, net als Bulgarije en Roemenië en een aantal andere voormalige leden van het Pact van Warschau, lid van de NAVO. Andere deelstaten komen in principe ook in aanmerking voor EU-lidmaatschap, maar er moet nog veel gebeuren met betrekking tot de kwaliteit van het bestuur en het uitleveren van oorlogsmisdadigers aan het internationale Joegoslavië-tribunaal in Den Haag. Op dat laatste punt werd op 21 juli 2008 een belangrijk succes geboekt door Servië, toen in Belgrado de reeds lang door het Joegoslavië-tribunaal gezochte Radovan Karadzic gearresteerd werd.
In 2009 werden Albanië en de voormalige Joegoslavische deelstaat Kroatië ook lid van de NAVO, in 2013 trad Kroatië ook toe tot de Europese Unie en in 2020 werd Noord-Macedonië lid van de NAVO.